# Liste der Baudenkmale in Sarstedt
In der Liste der Baudenkmale in Sarstedt sind alle Baudenkmale der niedersächsischen Gemeinde Sarstedt aufgelistet. Die Quelle der Baudenkmale ist der Denkmalatlas Niedersachsen. Der Stand der Liste ist der 29. Juli 2020.

## Allgemein
In den Spalten befinden sich folgende Informationen:
- Lage: die Adresse des Baudenkmales und die geographischen Koordinaten. Kartenansicht, um Koordinaten zu setzen. In der Kartenansicht sind Baudenkmale ohne Koordinaten mit einem roten Marker dargestellt und können in der Karte gesetzt werden. Baudenkmale ohne Bild sind mit einem blauen Marker gekennzeichnet, Baudenkmale mit Bild mit einem grünen Marker.
- Bezeichnung: Bezeichnung des Baudenkmales
- Beschreibung: die Beschreibung des Baudenkmales. Unter § 3 Abs. 2 NDSchG werden Einzeldenkmale und unter § 3 Abs. 3 NDSchG Gruppen baulicher Anlagen und deren Bestandteile ausgewiesen.
- ID: die Objekt-ID des Baudenkmales
- Bild: ein Bild des Baudenkmales, ggf. zusätzlich mit einem Link zu weiteren Fotos des Baudenkmals im Medienarchiv Wikimedia Commons. Wenn man auf das Kamerasymbol klickt, können Fotos zu Baudenkmalen aus dieser Liste hochgeladen werden:

## Sarstedt

### Gruppe: Pfarrkirche mit Kirchplatz, Schule, Wohnhaus
Die Gruppe „Pfarrkirche mit Kirchplatz, Schule, Wohnhaus“ hat die ID 34458436.

| Lage                                        | Bezeichnung      | Beschreibung | ID       | Bild           |
| ------------------------------------------- | ---------------- | --- | -------- | -------------- |
| Kirchplatz 5 52° 13′ 59″ N, 9° 51′ 16″ O    | Kirche           | Die evangelische Kirche St. Nikolaus wurde in der Gotik erbaut. Es ist ein Bau mit einem Schiff mit einem dreiseitigen Chor. An der Nordseite befindet sich eine Sakristei. Das heutige Aussehen verdankt die Kirche eine Renovierung nach Plänen von C. W. Hase. Im Inneren befindet sich ein Altarretabel mit Knorpeldekor aus dem Jahr 1640. | 34532517 | Weitere Bilder |
| Kirchplatz 5 52° 13′ 59″ N, 9° 51′ 16″ O    | Kirchhof         | | 34533293 |                |
| Kirchplatz 6 52° 13′ 58″ N, 9° 51′ 14″ O    | Wohnhaus         | | 34532541 |                |
| Kirchplatz 4 52° 13′ 59″ N, 9° 51′ 14″ O    | Superintendentur | | 34532495 |                |
| Kirchplatz 2 52° 14′ 0″ N, 9° 51′ 15″ O     | Schule           | | 34532451 |                |
| Kirchplatz 1 52° 14′ 0″ N, 9° 51′ 16″ O     | Wohnhaus         | | 34532429 |                |
| Vor der Kirche 6 52° 14′ 0″ N, 9° 51′ 17″ O | Wohnhaus         | | 34531470 |                |
| Kirchplatz 3 52° 13′ 59″ N, 9° 51′ 18″ O    | Wohnhaus         | | 34532473 |                |

### Gruppe: Mühlenanlage, Mühlenstraße 2
Die Gruppe „Mühlenanlage, Mühlenstraße 2“ hat die ID 34458450.

| Lage                                        | Bezeichnung        | Beschreibung | ID       | Bild |
| ------------------------------------------- | ------------------ | ------------ | -------- | ---- |
| Mühlenstraße 2 52° 13′ 53″ N, 9° 51′ 19″ O  | Mühle              |              | 34532607 |      |
| Lappenberg 6 52° 13′ 57″ N, 9° 51′ 15″ O    | Wirtschaftsgebäude |              | 34532563 |      |
| Mühlenstraße 2 52° 13′ 56″ N, 9° 51′ 19″ O  | Mühlengraben       |              | 34532585 |      |
| Mühlenstraße 4 52° 13′ 56″ N, 9° 51′ 19″ O  | Wohnhaus           |              | 34532630 |      |
| Mühlenstraße 6 52° 13′ 56″ N, 9° 51′ 20″ O  | Wohnhaus           |              | 34532653 |      |
| Mühlenstraße 8 52° 13′ 56″ N, 9° 51′ 20″ O  | Wohnhaus           |              | 34532676 |      |
| Mühlenstraße 10 52° 13′ 56″ N, 9° 51′ 21″ O | Wohnhaus           |              | 34532699 |      |
| Mühlenstraße 12 52° 13′ 56″ N, 9° 51′ 21″ O | Wohnhaus           |              | 34532722 |      |
| Mühlenstraße 14 52° 13′ 57″ N, 9° 51′ 21″ O | Wohnhaus           |              | 34532745 |      |
| Mühlenstraße 16 52° 13′ 57″ N, 9° 51′ 22″ O | Wohnhaus           |              | 34532768 |      |

### Gruppe: Jüdischer Friedhof, Ostertorstraße
Die Gruppe „Jüdischer Friedhof, Ostertorstraße“ hat die ID 34458450.

| Lage                                      | Bezeichnung | Beschreibung | ID       | Bild |
| ----------------------------------------- | ----------- | ------------ | -------- | ---- |
| Ostertorstraße 52° 14′ 5″ N, 9° 51′ 39″ O | Friedhof    |              | 34533113 |      |

### Gruppe: Wohnhäuser, Weberstraße 20
Die Gruppe „Wohnhäuser, Weberstraße 20“ hat die ID 34458492.

| Lage                                      | Bezeichnung | Beschreibung | ID       | Bild |
| ----------------------------------------- | ----------- | ------------ | -------- | ---- |
| Weberstraße 20 52° 14′ 6″ N, 9° 51′ 12″ O | Wohnhaus    |              | 34532851 |      |
| Weberstraße 22 52° 14′ 6″ N, 9° 51′ 11″ O | Wohnhaus    |              | 34532873 |      |
| Weberstraße 24 52° 14′ 6″ N, 9° 51′ 10″ O | Wohnhaus    |              | 34532895 |      |
| Weberstraße 28 52° 14′ 6″ N, 9° 51′ 9″ O  | Wohnhaus    |              | 34532917 |      |

### Gruppe: Gutsanlage, Wenderter Straße 14
Die Gruppe „Gutsanlage, Wenderter Straße 14“ hat die ID 34458506.

| Lage                                            | Bezeichnung        | Beschreibung | ID       | Bild |
| ----------------------------------------------- | ------------------ | ------------ | -------- | ---- |
| Wenderter Straße 14 52° 13′ 59″ N, 9° 50′ 15″ O | Wohnhaus           |              | 34533613 |      |
| Wenderter Straße 14 52° 13′ 59″ N, 9° 50′ 18″ O | Wirtschaftsgebäude |              | 34533613 |      |
| Wenderter Straße 14 52° 13′ 57″ N, 9° 50′ 17″ O | Wirtschaftsgebäude |              | 34533657 |      |
| Wenderter Straße 14 52° 13′ 57″ N, 9° 50′ 18″ O | Torhaus            |              | 34533635 |      |

### Einzelbaudenkmal
| Lage                                                       | Bezeichnung              | Beschreibung | ID       | Bild           |
| ---------------------------------------------------------- | ------------------------ | ------------ | -------- | -------------- |
| Am Friedrich-Ebert-Park 52° 14′ 7″ N, 9° 51′ 26″ O         | Kriegerdenkmal           |              | 34532248 |                |
| Friedrich-Ludwig-Jahn-Straße 14 52° 14′ 8″ N, 9° 50′ 56″ O | Kirche                   |              | 34532287 | Weitere Bilder |
| Bahnhofstraße 52° 13′ 55″ N, 9° 50′ 32″ O                  | Empfangsgebäude          |              | 34532389 | Weitere Bilder |
| Jacobistraße 3 52° 13′ 58″ N, 9° 50′ 39″ O                 | Werkhalle                |              | 34532409 |                |
| Bahnhofstraße 6 52° 13′ 54″ N, 9° 50′ 38″ O                | Wohnhaus                 |              | 34532269 |                |
| Holztorstraße 58 52° 14′ 1″ N, 9° 51′ 1″ O                 | Wohnhaus                 |              | 34532308 |                |
| Eulenstraße 6 52° 14′ 1″ N, 9° 51′ 8″ O                    | Wohnhaus                 |              | 34533138 |                |
| Steinstraße 22 52° 14′ 2″ N, 9° 51′ 13″ O                  | Rathaus                  |              | 34532831 |                |
| Vor der Kirche 5 52° 14′ 0″ N, 9° 51′ 17″ O                | Wohn-/Wirtschaftsgebäude |              | 41131840 |                |
| Vor der Kirche 5 52° 14′ 0″ N, 9° 51′ 18″ O                | Mauer                    |              | 41131927 |                |
| Vor der Kirche 7 52° 13′ 59″ N, 9° 51′ 20″ O               | Schule                   |              | 34531450 |                |
| Im Sacke 6 52° 14′ 0″ N, 9° 51′ 22″ O                      | Wohnhaus                 |              | 34532349 |                |
| Wellweg 98 52° 14′ 56″ N, 9° 51′ 50″ O                     | Verwaltungsgebäude       |              | 43845820 |                |
| Am Steinberg 3 52° 14′ 51″ N, 9° 52′ 14″ O                 | Villa                    |              | 34532937 | BW             |

## Giften

### Gruppe: Hofanlagen, Giftener Str. 7, 9, 9a, 9b
Die Gruppe „Hofanlagen,Giftener Str. 7, 9, 9a, 9b“ hat die ID 34458520.

| Lage                                          | Bezeichnung | Beschreibung | ID       | Bild |
| --------------------------------------------- | ----------- | ------------ | -------- | ---- |
| Giftener Straße 9 52° 12′ 50″ N, 9° 49′ 58″ O | Wohnhaus    |              | 34531535 | BW   |
| Giftener Straße 9b 52° 12′ 50″ N, 9° 50′ 1″ O | Stall       |              | 34531557 | BW   |
| Giftener Straße 9 52° 12′ 49″ N, 9° 50′ 0″ O  | Scheune     |              | 34531579 | BW   |

### Einzeldenkmale
| Lage                                     | Bezeichnung | Beschreibung | ID       | Bild |
| ---------------------------------------- | ----------- | ------------ | -------- | ---- |
| Wilhelmstraße 52° 12′ 52″ N, 9° 50′ 0″ O | Kirche      |              | 34531601 | BW   |

## Gödringen

### Gruppe: Evangelische Pfarrkirche, Gödringer Straße
Die Gruppe „Evangelische Pfarrkirche, Gödringer Straße“ hat die ID 34458534.

| Lage                                         | Bezeichnung | Beschreibung | ID       | Bild |
| -------------------------------------------- | ----------- | ------------ | -------- | ---- |
| Gödringer Straße 52° 14′ 33″ N, 9° 53′ 48″ O | Kirche      |              | 34531682 |      |
| Gödringer Straße 52° 14′ 33″ N, 9° 53′ 48″ O | Kirchhof    |              | 34533245 |      |

### Einzeldenkmale
| Lage                                                | Bezeichnung              | Beschreibung | ID       | Bild |
| --------------------------------------------------- | ------------------------ | ------------ | -------- | ---- |
| Gödringer Straße 52° 14′ 33″ N, 9° 53′ 50″ O        | Kriegerdenkmal           |              | 34531706 |      |
| Bissendorfstraße 1 52° 14′ 35″ N, 9° 53′ 47″ O      | Schule                   |              | 34531622 |      |
| Daniel-Gieseke-Straße 5 52° 14′ 31″ N, 9° 53′ 37″ O | Wohnhaus                 |              | 34531662 |      |
| Gödringer Straße 8 52° 14′ 31″ N, 9° 53′ 46″ O      | Scheune                  |              | 34531745 | BW   |
| Gödringer Straße 8 52° 14′ 30″ N, 9° 53′ 48″ O      | Wohn-/Wirtschaftsgebäude |              | 34531727 | BW   |
| Daniel-Gieseke-Straße 1 52° 14′ 32″ N, 9° 53′ 46″ O | Wohnhaus                 |              | 34531642 |      |

## Heisede

### Gruppe: Kirche, ehemalige Schule, Dorfstraße
Die Gruppe „Kirche, ehemalige Schule, Dorfstraße“ hat die ID 34458549.

| Lage                                     | Bezeichnung    | Beschreibung | ID       | Bild |
| ---------------------------------------- | -------------- | ------------ | -------- | ---- |
| Dorfstraße 52° 15′ 26″ N, 9° 51′ 3″ O    | Kirche         |              | 34531764 |      |
| Dorfstraße 52° 15′ 26″ N, 9° 51′ 3″ O    | Kirchhof       |              | 34533317 |      |
| Dorfstraße 52° 15′ 26″ N, 9° 51′ 4″ O    | Kriegerdenkmal |              | 34531788 |      |
| Dorfstraße 17 52° 15′ 27″ N, 9° 51′ 2″ O | Schule         |              | 34531811 |      |

### Gruppe: Hofanlage, St.-Nikolai-Straße 2
Die Gruppe „Hofanlage, St.-Nikolai-Straße 2“ hat die ID 34458566.

| Lage                                            | Bezeichnung              | Beschreibung | ID       | Bild |
| ----------------------------------------------- | ------------------------ | ------------ | -------- | ---- |
| St.-Nikolai-Straße 2 52° 15′ 34″ N, 9° 51′ 3″ O | Scheune                  |              | 34533478 |      |
| St.-Nikolai-Straße 2 52° 15′ 35″ N, 9° 51′ 2″ O | Wohn-/Wirtschaftsgebäude |              | 34533433 |      |

### Einzeldenkmal
| Lage                                             | Bezeichnung | Beschreibung | ID       | Bild |
| ------------------------------------------------ | ----------- | ------------ | -------- | ---- |
| Heiseder Straße 21 52° 15′ 35″ N, 9° 51′ 5″ O    | Wohnhaus    |              | 34531833 |      |
| St.-Nikolai-Straße 16 52° 15′ 28″ N, 9° 51′ 1″ O | Pfarrhaus   |              | 4531897  |      |

## Hotteln

### Gruppe: Evangelische Kirche, Küsterhaus, Schule, Kirchstraße
Die Gruppe „Evangelische Kirche, Küsterhaus, Schule, Kirchstraße“ hat die ID 34458580.

| Lage                                       | Bezeichnung | Beschreibung | ID       | Bild |
| ------------------------------------------ | ----------- | ------------ | -------- | ---- |
| Kirchstraße 52° 15′ 23″ N, 9° 54′ 24″ O    | Kirche      |              | 34531958 |      |
| Kirchstraße 52° 15′ 24″ N, 9° 54′ 24″ O    | Kirchhof    |              | 34531981 | BW   |
| Kirchstraße 8 52° 15′ 24″ N, 9° 54′ 27″ O  | Schule      |              | 34532050 |      |
| Kirchstraße 10 52° 15′ 23″ N, 9° 54′ 25″ O | Küsterhaus  |              | 34532072 |      |
| Kirchstraße 11 52° 15′ 21″ N, 9° 54′ 25″ O | Wohnhaus    |              | 34533455 |      |
| Kirchstraße 11 52° 15′ 21″ N, 9° 54′ 24″ O | Gebäude     |              | 34533545 | BW   |
| Kirchstraße 11 52° 15′ 20″ N, 9° 54′ 23″ O | Gebäude     |              | 34533590 |      |
| Kirchstraße 11 52° 15′ 20″ N, 9° 54′ 25″ O | Backhaus    |              | 34533500 |      |

### Gruppe: Wohnhäuser, Kirchstraße 1, 3
Die Gruppe „Wohnhäuser, Kirchstraße 1, 3“ hat die ID 34458594.

| Lage                                      | Bezeichnung | Beschreibung | ID       | Bild |
| ----------------------------------------- | ----------- | ------------ | -------- | ---- |
| Kirchstraße 1 52° 15′ 17″ N, 9° 54′ 28″ O | Wohnhaus    |              | 34532004 |      |
| Kirchstraße 3 52° 15′ 18″ N, 9° 54′ 27″ O | Wohnhaus    |              | 34532028 | BW   |

### Einzelbaudenkmale
| Lage                                          | Bezeichnung              | Beschreibung | ID       | Bild |
| --------------------------------------------- | ------------------------ | ------------ | -------- | ---- |
| Hottelner Straße 52° 15′ 17″ N, 9° 54′ 30″ O  | Kriegerdenkmal           |              | 34531937 |      |
| Hottelner Straße 8 52° 15′ 8″ N, 9° 54′ 35″ O | Wohn-/Wirtschaftsgebäude |              | 34531917 | BW   |

## Ruthe

### Gruppe: Katholische Pfarrkirche, Ruther Straße
Die Gruppe „Katholische Pfarrkirche, Ruther Straße“ hat die ID 34458623.

| Lage                                         | Bezeichnung  | Beschreibung | ID       | Bild           |
| -------------------------------------------- | ------------ | ------------ | -------- | -------------- |
| Ruther Straße 52° 14′ 50″ N, 9° 50′ 6″ O     | Kirche       |              | 34532135 | Weitere Bilder |
| Ruther Straße 52° 14′ 48″ N, 9° 50′ 6″ O     | Kirchhof     |              | 34533269 |                |
| Ruther Straße 1/3 52° 14′ 50″ N, 9° 50′ 8″ O | Schule       |              | 34532159 |                |
| Ruther Straße 1 52° 14′ 49″ N, 9° 50′ 7″ O   | Nebengebäude |              | 34533198 |                |

### Einzeldenkmale
| Lage                                                   | Bezeichnung | Beschreibung | ID       | Bild           |
| ------------------------------------------------------ | ----------- | ------------ | -------- | -------------- |
| Ruther Straße 40 52° 14′ 51″ N, 9° 49′ 41″ O           | Bildstock   |              | 34532208 |                |
| Ruther Straße 24, 24a, 24b 52° 14′ 52″ N, 9° 49′ 58″ O | Brauhaus    |              | 34532228 | Weitere Bilder |
| Schäferberg 4 52° 14′ 42″ N, 9° 49′ 29″ O              | Wohnhaus    |              | 34532182 |                |
| Schäferberg 5 52° 14′ 45″ N, 9° 49′ 29″ O              | Wohnhaus    |              | 34533087 | BW             |
| Schwarzer Busch 52° 15′ 14″ N, 9° 48′ 8″ O             | Kreuzstein  |              | 34532117 | BW             |

## Schliekum

### Gruppe: Evangelische Pfarrkirche, Schliekumer Straße
Die Gruppe „Evangelische Pfarrkirche, Schliekumer Straße“ hat die ID 34458623.

| Lage                                           | Bezeichnung    | Beschreibung | ID       | Bild |
| ---------------------------------------------- | -------------- | ------------ | -------- | ---- |
| Schliekumer Straße 52° 14′ 13″ N, 9° 49′ 12″ O | Kirche         |              | 34533000 |      |
| Schliekumer Straße 52° 14′ 12″ N, 9° 49′ 11″ O | Kirchhof       |              | 34533221 |      |
| Schliekumer Straße 52° 14′ 12″ N, 9° 49′ 11″ O | Einfriedung    |              | 34533221 |      |
| Schliekumer Straße 52° 14′ 12″ N, 9° 49′ 11″ O | Kriegerdenkmal |              | 34533046 |      |